# Maryland
Maryland, jedna od 50 država SAD-a smještena uz atlantsku obalu, 27,092 četvornih kilometara (9,837 mi²); 5,458,137 stanovnika 2002. (  ), glavni grad Annapolis. Najveći grad države je Baltimore.

## Ime
Ime Maryland došlo je u čast kraljice Henriette Marije, žene Karla I., kralja Engleske, Irske i Škotske.

## Okruzi (Counties)
Maryland se sastoji od 23 okruga (counties)

## Najveći gradovi
| Grad         | Stanovnici 2004 |
| ------------ | --------------- |
| Baltimore    | 636.251         |
| Gaithersburg | 58.091          |
| Rockville    | 57.100          |
| Frederick    | 57.009          |
| Bowie        | 53.840          |
| Hagerstown   | 37.536          |
| Annapolis    | 36.217          |
| Salisbury    | 26.148          |
| College Park | 25.350          |
| Greenbelt    | 22.176          |
| Laurel       | 21.048          |
| Cumberland   | 20.957          |

## Povijest
Prastanovnici marylanda bili su Indijanci plemenskih saveza Conoy, Nanticoke i Powhatan (Accomac i Accohannock), te pleme Susquehanna čija je domovina Pennsylvania. 